# Kangoeroeratten
Kangoeroeratten of ratkangoeroes (Potoroidae) zijn een familie van klimbuideldieren uit Australië. Er zijn nog acht levende soorten in drie geslachten; vier andere soorten zijn recent uitgestorven. Ze zijn het nauwste verwant aan de kangoeroes en muskuskangoeroeratten.

## Verspreiding
Hoewel kangoeroeratten vroeger in vrijwel geheel Australië voorkwamen, zijn ze nu uitgeroeid in vrijwel het gehele binnenland. Ze komen nog verspreid voor langs de kust en op eilandjes.

## Kenmerken
Uiterlijk lijken kangoeroeratten op echte kangoeroes, die ook lange achterbenen en korte voorbeentjes hebben. Dat verschil is echter kleiner bij kangoeroeratten. De vachtkleur van kangoeroeratten varieert van geel of zandkleurig tot grijs en bruin. Ze worden 20 tot 52 cm lang met een staart van 25 tot 40 cm. Ze wegen 500 tot 3000 gram.

## Levenswijze
Kangoeroeratten zijn 's nachts actief. Ze leven in lichte bossen en andere gebieden waar bomen staan. Overdag verblijven ze in een nest, dat ze van gras en twijgen in holle boomstammen of onder overhangende takken bouwen. Ze transporteren het bouwmateriaal met hun staart. Ze gebruiken vaak ook verlaten holen van andere dieren. Kangoeroeratten zijn overwegend solitair, hoewel ze soms kleine, losse groepjes vormen.
Net als echte kangoeroes kunnen ze zich op twee manieren voortbewegen: normaal lopen ze op vier poten, maar als ze op de vlucht zijn springen ze met hun krachtige achterbenen.

## Voeding
Kangoeroeratten zijn alleseters: ze eten allerlei plantaardig materiaal, insecten, larven en wormen. Ze eten nauwelijks groene planten, omdat hun maag daar niet op gebouwd is. Kangoeroeratten hebben geen water nodig; ze halen hun vocht uit hun eten.

## Voortplanting
Kangoeroeratten hebben goed ontwikkelde, naar voren openende buidels met vier tepels. De paring kan het hele jaar plaatsvinden. Na 21 tot 24 dagen komen een of twee jongen ter wereld. Hun eerste maanden brengen ze in de buidel van de moeder door, die ze na vier maanden verlaten. Met zes maanden zijn ze zelfstandig en met een jaar geslachtsrijp.
Net als bij echte kangoeroes kunnen vrouwtjes de geboorte uitstellen: het vrouwtje paart onmiddellijk na de geboorte opnieuw, maar het nieuwe embryo wordt pas geboren als het vorige de buidel verlaat. Zo kunnen er drie jongen tegelijkertijd opgroeien: één nog niet geboren, één in de buidel en één buiten de buidel.
In de natuur worden kangoeroeratten vier tot acht jaar oud. In gevangenschap kunnen ze tot twaalf jaar oud worden.

## Beschermingsstatus
Kangoeroeratten hebben meer dan andere buideldieren te lijden gehad van de aankomst van de Europeanen in Australië. De omzetting van hun habitat in weideland voor schapen en runderen en de blootstelling aan ingevoerde roofdieren als vossen en katten heeft vele soorten gedecimeerd. Twee soorten zijn uitgestorven, een aantal andere bedreigd.

## Indeling
De familie omvat de volgende geslachten en recente soorten:
- Familie: Potoroidae (Kangaroeratten of ratkangoeroes) (8 soorten)
  - Onderfamilie: incertae sedis
    - Geslacht: Purtia †
    -  Geslacht: Wakiewakie † 

  - Onderfamilie: Bulungamayinae †
    - Geslacht: Bulungamaya †
    -  Geslacht: Wabularoo †

  - Onderfamilie: Palaeopotoroinae †
    -  Geslacht: Palaeopotorous †

  -  Onderfamilie: Potoroinae (Echte kangoeroeratten) (8 soorten)
    - Geslacht: Aepyprymnus (1 soort)
      -  Soort: Aepyprymnus rufescens (Rode kangoeroerat)

    - Geslacht: Bettongia (Borstelstaartkangoeroeratten) (4 soorten)
      - Soort: Bettongia anhydra †
      - Soort: Bettongia gaimardi (Tasmaanse borstelstaartkangoeroerat)
      - Soort: Bettongia lesueur (Lesueurborstelstaartkangoeroerat)
      - Soort: Bettongia penicillata (Borstelstaartkangoeroerat)
      - Soort: Bettongia pusilla †
      -  Soort: Bettongia tropica

    - Geslacht: Caloprymnus †
      -  Soort: Caloprymnus campestris (Woestijnkangoeroerat) †

    - Geslacht: Gumardee †
    - Geslacht: Milliyowi †
    -  Geslacht: Potorous (Potoroes) (3 soorten)
      - Soort: Potorous gilbertii (Gilberts potoroe)
      - Soort: Potorous longipes (Grootpootpotoroe)
      - Soort: Potorous platyops (Breedkopkangoeroerat) †
      -  Soort: Potorous tridactylus (Langneuspotoroe)

De muskuskangoeroeratten (Hypsiprymnodontidae) werden tot voor kort ook tot de kangoeroeratten gerekend, maar recente onderzoeken tonen aan dat de echte kangoeroeratten nauwer verwant zijn aan de kangoeroes dan aan de muskuskangoeroerat.
Koala's · Wombats · Dwergbuidelmuizen · Koeskoezen · Slurfbuidelmuis · Kleine koeskoezen · Buideleekhoorns · Vliegende buidelmuizen · Muskuskangoeroeratten · Kangoeroeratten · Kangoeroes